# Jeanne Oidtmann-van Beek
Jeanne Oidtmann-van Beek (* 1946) ist eine deutsche Übersetzerin.

## Leben
Jeanne Oidtmann-van Beek war als Lehrerin in den Niederlanden tätig. Seit 1990 übersetzt sie gemeinsam mit ihrem Ehemann Peter Oidtmann Belletristik aus dem Niederländischen ins Deutsche. Jeanne Oidtmann-van Beek und Peter Oidtmann leben in  Freiburg im Breisgau. 

## Übersetzungen
- Thea Beckman: Das höllische Paradies, Stuttgart 2000 (übersetzt zusammen mit Ariel Laming)
- Mies Bouhuys: Pim und Pom, Stuttgart 1999 (übersetzt zusammen mit Peter Oidtmann)
- Nicole Boumaâza: Fremd zwischen zwei Welten, Stuttgart 1997 (übersetzt zusammen mit Peter Oidtmann)
- Caja Cazemier: Verliebt hoch zehn, Freiburg [u. a.] 2000 (übersetzt zusammen mit Peter Oidtmann)
- Anna Cool: Meister des schwarzen Turms, Stuttgart 1999 (übersetzt zusammen mit Peter Oidtmann)
- Szabinka Dudevszky: Nah dran, Aarau [u. a.] 1999 (übersetzt zusammen mit Peter Oidtmann)
- Marijke Duffhauss: Klein Joris geht schwimmen, Bindlach 1997
- Marijke Duffhauss: Klein Joris im Garten, Bindlach 1997
- Marijke Duffhauss: Klein Joris im Regen, Bindlach 1997
- Marijke Duffhauss: Klein Joris macht Musik, Bindlach 1997
- Wim Euvermann: Vom Graben und Buddeln, Luzern 1995 (übersetzt zusammen mit Peter Oidtmann)
- Els Gallin: Ich will keinen Frosch küssen, Freiburg [u. a.] 1999 (übersetzt zusammen mit Peter Oidtmann)
- Corrie Hafkamp: Rubens geheimnisvolle Freundin, Aarau [u. a.] 1996 (übersetzt zusammen mit Peter Oidtmann)
- Hans Hagen: König Gilgamesch, Wien 1996 (übersetzt zusammen mit Peter Oidtmann)
- Ronni Hermans: Hotel Holterdipolter, Kevelaer 1993  (übersetzt zusammen mit Peter Oidtmann)
- Renny Hofstra: Schattenkatzen, Kevelaer 1992 (übersetzt zusammen mit Peter Oidtmann)
- Henk Hokke: Marieke, Kevelaer 1993  (übersetzt zusammen mit Peter Oidtmann)
- Henk Hokke: Marieke und Benjamin, Kevelaer 1993 (übersetzt zusammen mit Peter Oidtmann)
- Henk Hokke: Marieke verliebt, Weinheim 1995 (übersetzt zusammen mit Peter Oidtmann)
- Ineke Holtwijk: Asphaltengel sterben nicht, Aarau [u. a.] 1999 (übersetzt zusammen mit Marijke Oidtmann)
- Mieke van Hooft: Der Taschendieb, Weinheim 1995 (übersetzt zusammen mit Peter Oidtmann)
- Claire Hülsenbeck: Niemandstochter, Bindlach 1997 (übersetzt zusammen Peter Oidtmann)
- Kolet Janssen: Mein Bruder ist ein Orkan, Weinheim 1997 (übersetzt zusammen mit Peter Oidtmann)
- Bert Kouwenberg: Der Kampf um den Drachenfelsen, Stuttgart 2000 (übersetzt zusammen mit Peter Oidtmann)
- Sofie Mileau: Hase und Huhn, München 1997 (übersetzt zusammen mit Peter Oidtmann)
- Mirjam Oldenhave: Eine Freundin mit Fäusten, Freiburg [u. a.] 1999 (übersetzt zusammen mit Peter Oidtmann)
- Lydia Rood: Kampf ums Glück, Wien 1999 (übersetzt zusammen mit Peter Oidtmann)
- Lydia Rood: Der Sommer mit Sophie, Wien 1996 (übersetzt zusammen mit Peter Oidtmann)
- Lydia Rood: Wo immer ich gehe, ich nehme dich mit, Wien 2003 (übersetzt zusammen mit Peter Oidtmann)
- Roger H. Schoemans: Chico – Überleben in Lima, Freiburg im Breisgau [u. a.] 1994 (übersetzt zusammen mit Peter Oidtmann)
- Roger H. Schoemans: Dava, Aarau [u. a.] 1996  (übersetzt zusammen mit Peter Oidtmann)
- Katrien Seynaeve: Ubuntu – Schritte zwischen Schwarz und Weiß, Freiburg im Breisgau [u. a.] 1993 (übersetzt zusammen mit Peter Oidtmann)
- Katrien Seynaeve: Eine Wolke zum Abschied, Freiburg im Breisgau [u. a.] 1992 (übersetzt zusammen mit Peter Oidtmann)
- Ellen Tijsinger: Feindliches Feuer, Stuttgart 1996 (übersetzt zusammen mit Peter Oidtmann)
- Ellen Tijsinger: Lotos bringt Glück, Stuttgart 2002 (übersetzt zusammen mit Peter Oidtmann)
- Ellen Tijsinger: Sonnenkind, Stuttgart 2000 (übersetzt zusammen mit Peter Oidtmann)
- Henri Van Daele: Die Augen meiner Prinzessin, Zürich 2002 (übersetzt zusammen mit Peter Oidtmann)
- Henri Van Daele: Der dicke Idde, Weinheim [u. a.] 2001 (übersetzt zusammen mit Peter Oidtmann)
- Henri Van Daele: Es geschah in finstrer Nacht, Stuttgart 2001 (übersetzt zusammen mit Peter Oidtmann)
- Henri Van Daele: Ti, Weinheim 1999 (übersetzt zusammen mit Peter Oidtmann)
- Klaas Verplancke: Vom Kranksein und Gesundwerden, Luzern 1996 (übersetzt zusammen mit Peter Oidtmann)
- Detty Verreydt: Später will ich Stuntman werden, Kevelaer 1994 (übersetzt zusammen mit Peter Oidtmann)
- Diet Verschoor: Mich sucht doch niemand, Aarau [u. a.] 1995 (übersetzt zusammen mit Peter Oidtmann)
- Simone van der Vlugt: Das Amulett aus den Flammen, München 1998 (übersetzt zusammen mit Peter Oidtmann)
- Jacques Vriens: Als würde man fliegen, Wien 2000  (übersetzt zusammen mit Peter Oidtmann)
- Jan F. de Zanger: Die Leute gucken immer so, Kevelaer 1990 (übersetzt zusammen mit Peter Oidtmann)

| Personendaten    | Personendaten             |
| ---------------- | ------------------------- |
| NAME             | Beek, Jeanne Oidtmann-van |
| KURZBESCHREIBUNG | deutsche Übersetzerin     |
| GEBURTSDATUM     | 1946                      |